# Ritratto equestre di Carlo di Borbone
Il Ritratto equestre di Carlo di Borbone è un dipinto olio su tela di Francesco Liani, realizzato nella metà del XVIII secolo e conservato all'interno del Museo nazionale di Capodimonte, a Napoli.

## Storia e descrizione
Il ritratto è stato eseguito durante la metà del XVIII secolo, negli ultimi anni in cui il re Carlo di Borbone e la moglie Maria Amalia di Sassonia, di cui si conserva un ritratto simile a quello del consorte nella stessa sala, regnano a Napoli prima del trasferimento in Spagna. La tela è esposta nella sala 34 del Museo nazionale di Capodimonte, nella zona dell'Appartamento Reale della reggia di Capodimonte.
Il dipinto riflette uno stile atipico per il periodo nel quale è stato eseguito, caratterizzato da una linea marcatamente spagnola: il re viene raffigurato su un cavallo rampante privo di sella e vestito con abiti da caccia; alle sue spalle due uomini sempre a cavallo, così come un altro gruppo di persone che si intravede sullo sfondo, a simboleggiare la battuta di caccia che si stava compiendo: sullo sfondo inoltre si nota anche la sagoma di un castello.